# Slaget vid Patay
Slaget vid Patay utkämpades 18 juni 1429 mellan England och Frankrike under Hundraårskriget. Slaget var blodigt, särskilt för den engelska sidan, och flera tusen dödades eller sårades. Fransmännen leddes av bland andra Jeanne d'Arc. 